# Milan Baškovič
Milan Baškovič, slovenski pravnik, * 31. avgust 1929, Dobrnič. - † maj 2024.
Bil je strokovnjak za pravni sistem Slovenije, nazadnje (1991-93) sekretar Ustavnega sodišča RS, prvi v samostojni Sloveniji.

## Odlikovanja in nagrade
Leta 1997 je prejel častni znak svobode Republike Slovenije z naslednjo utemeljitvijo: »za njegovo delo, pomembno na področju pravnega sistema Republike Slovenije«.